# Tehem
Tehem pseudonimo di Therry Maunier (Charenton-le-Pont, 16 gennaio 1969) è un fumettista e illustratore francese.
La sua più importante opera è sicuramente Zap College, ma è anche conosciuto per aver ideato l'altra serie fumettistica Malika Secouss.

## Biografia
Thierry Maunier è nato il 16 gennaio 1969 a Charenton-le-Pont, un piccolo sobborgo di Parigi, da genitori proveniente da Riunione, regione d'oltremare francese. All'età di 5 anni, Maunier si trasferì nell'isola di Riunione, dove visse per la seguente decade. All'età di 15 anni, egli fece ritorno a Parigi, per dedicarsi agli studi artistici.
Il suo primo impiego è stato trovato nel campo dell'istruzione prioritaria francese, anche se poi decide di trasferirsi nuovamente nell'isola di Riunione, dove divenne insegnante di disegno. Successivamente, collaborerà con il Ministero dell'Istruzione francese, per poi dedicarsi a tempo pieno al fumetto, trasferendosi poi nella Francia continentale.
In relazione alla sua passione per l'arte, in particolare per il fumetto, Tehem lavorò a lungo nella rivista di disegno Le Cri du margouillats, per poi pubblicare l'operetta Tiburce, attraverso la casa editrice Centre du Monde. Tuttavia, la sua notorietà gli verrà garantita grazie alla serie Malika Secouss, comprendente 9 albi e rappresentante della vita di sobborgo cittadino.
Tehem, a partire dal 2002 però, verrà occupato a tempo pieno dalla serie fumettistica Zap College, già pre-pubblicata nel 2001 all'interno della rivista Okapi. Grazie proprio a queste pubblicazioni, nel 2003 egli riuscì a vincere il premio Alpha-Art come miglior fumetto per ragazzi (tra i 9 e 12 anni), nel corso dell'annuale Festival international de la bande dessinée d'Angoulême.
A seguito di ciò, Tehem ottenne l'impiego di colorista per la serie La grippe coloniale, mentre, a partire dal 2005, con il rimpiazzo di Eric Baptizat, Tehem darà vita alla serie fumettistica Marie Frisson, che vede, come disegnatore, Olivier Supiot.

## Collaborazioni internazionali
Nel 2006, Tehem collaborò con l'associazione Pas d'éducation, pas d'avenir, contribuendo quindi a garantire una miglior educazione a livello mondiale.

## Pubblicazioni
- ?: Tiburce, 4 volumi
- 1998-2009: Malika Secouss, 9 volumi
- 2001/2002- : Zap College, 6 volumi (in corso)
- 2004- : La grippe coloniale, 2 volumi
- 2005-?: Marie Frisson
- 2005-2009: Lovely Planet, 2 volumi
- 2007-2009: Root, 3 volumi

Tutte le pubblicazioni di Tehem, ad eccezione di Tiburce e La grippe coloniale, sono state edite dalla casa editrice Glénat. Queste due sono state pubblicate rispettivamente da Vents d'Ouest e Centre du Monde.